# 파라노말 액티비티: 더 마크드 원스
《파라노말 액티비티: 더 마크드 원스》(영어: Paranormal Activity: The Marked Ones)는 2014년 공개된 미국의 파운드 푸티지 초자연 공포 영화이다. 파라노말 액티비티 시리즈 다섯 번째 영화이며 이전 작품들과 다양하게 얽혀있다.
《파라노말 액티비티: 더 고스트 디멘션》(2015)으로 이어진다.

## 줄거리
2012년 6월. 막 고등학교를 졸업한 제시는 캘리포니아주 옥스나드시에 산다. 제시는 동네에서 마녀로 여겨지는 아파트 이웃 애나가 살해 당한 장소에서 동창 오스카가 도망치는 모습을 목격한다. 현장에선 흑마법 도구와 VHS 테이프, 차원의 문을 열어 시간 여행을 통해 불경한 장소로 이동할 수 있게 해주는 주문이 기술된 주술서가 발견된다. 제시는 친구 헥터, 매리솔과 재미로 이 의식을 시도하고, 제시의 집에선 초자연 현상이 벌어진다.
전자 게임기 사이먼을 갖고 놀다가 정체 모를 영적 존재와 접촉한 뒤 제시는 팔에서 물린 자국을 발견한다. 이후 괴력을 발휘하는 등 초능력을 얻자 제시는 하늘이 내린 재능이라 여기며 들뜬다. 그러나 똑같이 물린 자국이 있고 검은자위가 크게 확장된 오스카가 나타나 네 안에 자리 잡은 게 널 장악해도 자살하면 사랑하는 사람들을 지킬 수 있다는 말을 남기고 건물에서 떨어져 자살한다. 이들은 애나의 집 함정문 뒤에서 마녀의 제단과 제시, 제시를 임신했을 적의 엄마, 애나, 오스카, 로이스의 사진을 발견한다. 얼마 후 제시는 애나의 집에서 어린 모습의 케이티, 크리스티와 마주치고 소스라치게 놀란다.
오스카의 범죄자 형제 아투로는 오스카가 앨리 레이라는 여성과 연락했었다고 말한다. 앨리는 케이티에게 아빠 대니얼, 새엄마 크리스티가 살해 당하고 의붓 형제가 납치 당한 뒤로 악마를 연구해왔다. 앨리는 여자애들을 세뇌해 첫째 아들을 바치게 하여 악령에게 사로잡힌 청년 집단을 만들고 있는 "더 미드와이브스"라는 마녀 집회에 제시가 찍혔다면서("marked") 최종 의식이 이뤄질 장소를 알려준다. 악령에게 완전히 잡아먹히고 나면 제시의 기존 인간성은 존재하지 않게 될 것이다.
공격성이 가파르게 증대하는 제시를 모두가 우려하는 가운데 승합차가 나타나 제시를 납치하고, 헥터, 마리솔, 아투로, 친구 샌토는 최종 의식이 이뤄지는 장소인 로이스 할머니 집에 도착한다. 아투로는 덤벼드는 마녀들에게 총을 쏘며 대항하지만 샌토와 마리솔이 사망한다. 빙의된 제시를 피해 급히 도망치던 헥터는 이상한 표식이 있는 갈색 문을 열고 케이티와 미카의 집에 당도한다. 부엌으로 내려온 케이티는 미카를 부르짖고 이 소리를 듣고 달려온 미카가 헥터를 침입자로 여겨 공격하는데, 케이티가 갑자기 미카를 식칼로 찔러 죽인다. 곧 악령에게 잠식된 제시가 나타나 헥터를 죽이고, 한 마녀가 카메라를 끈다.

## 출연
- 앤드루 제이컵스 - 제시 애리스타 역
- 호헤이 디애즈 - 헥터 에스트렐라 역
- 개브리엘 월시 - 매리솔 바거스 역
- 리처드 커브랄 - 아투로 로페즈 역
- 칼로스 프래츠 - 오스카 로페즈 역
- 몰리 이프럼 - 앨리 레이 역
- 케이티 페더스턴 - 케이티 역
  - 클로이 첸거리 - 케이티 아역
- 미카 슬로트 - 미카 역
- 핼리 푸트 - 로이스 할머니 역
- 엑토르 루이스 부스타만테